# Porfyr- och Hagströmmuseet

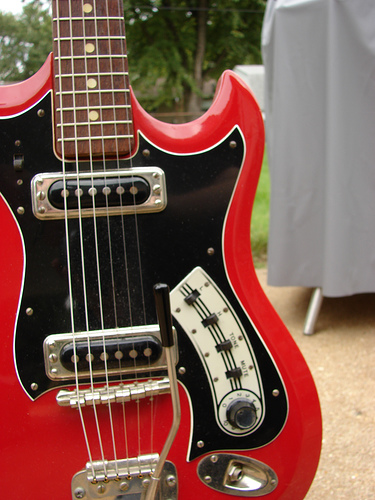
Hagström II

Porfyr- och Hagströmmuseet är ett museum i Älvdalen.
I omvärlden är Älvdalen kanske mest känt för den porfyrtillverkning som bedrevs på orten under 1800-talet, då den blivit populär genom karljohanstilen. Många stenmonument och prydnadssaker tillverkade i älvdalsporfyr finns spridda över världen. Fortfarande sker tillverkning av porfyrföremål i mindre skala. Historiken kring porfyrtillverkningen finns bevarad i en permanent utställning på museet i centrala Älvdalen. Där återfinns också en utställning som dokumenterar tillverkningen av Hagströms dragspel, gitarrer och ljudutrustning åren 1925–1983. 